# 1637

## Родени
- 5 март – Ян ван дер Хейден, холандски художник и изобретател
- 1 септември – Никола Катина, Френски Генерал

## Починали
- 15 февруари – Фердинанд II, император на Свещената Римска империя